# Bergrödstjärt
Bergrödstjärt (Phoenicurus erythrogastrus) är en fågel i familjen flugsnappare inom ordningen tättingar. Den förekommer som namnet avslöjar i bergstrakter, dels i Kaukasus, dels från Centralasien till Himalaya.

## Utseende
Bergrödstjärten är den största av alla rödstjärtar, 18 centimeter lång och med en vikt på 21-29 gram. Adulta hanen är svart ovan, har en vit krona och vit vingfläck samt den orangeröda stjärten som är så karakteristisk för släktet. Undertid är strupe och övre delen av bröstet svart och resten djupt orangeröd. Honor och ungfåglar är bruna ovan och orangebruna under, med en orangeröd stjärt.

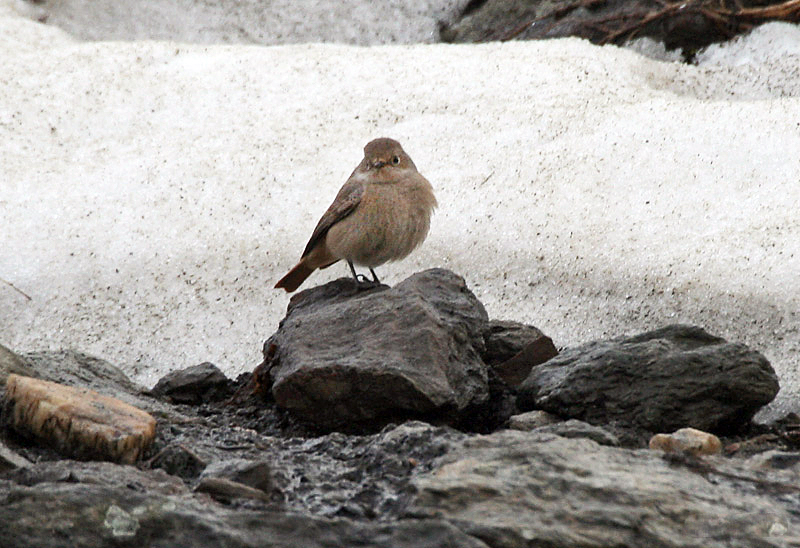
Hona

## Läte
Sången är klar och kort med inblandade hårda ljud, inte olik stentrasten. Bland lätena hörs "tsi" eller "tsi-tek-tek".

## Utbredning och systematik
Bergrödstjärt delas in i två underarter med följande utbredning:
- Phoenicurus erythrogastrus erythrogastrus – förekommer i bergstrakter från Kaukasus till södra Kaspiska havet i Iran
- Phoenicurus erythrogastrus grandis – förekommer från Centralasien till sydöstra Tibet, södra Kina, Pakistan och norra Indien

I verket Handbook of Western Palearctic Birds (Shirihai & Svensson 2018) behandlas arten som monotypisk, det vill säga att den inte delas in i några underarter. Även svenska BirdLife Sverige följer denna indelning.
Fågelns närmaste släktingar tros vara arterna svartryggig rödstjärt (P. auroreus) och kinesisk rödstjärt (P. hodgsoni) som skildes åt för mellan tre och fyra miljoner år sedan. Lite mer avlägset släkt är rödstjärten (P. phoenicurus) , svart rödstjärt (P. ochruros) och diademrödstjärt (P. moussieri).

### Familjetillhörighet
Rödstjärtarna ansågs fram tills nyligen liksom bland andra stenskvättor, stentrastar och buskskvättor vara små trastar. DNA-studier visar dock att de är marklevande flugsnappare (Muscicapidae) och förs därför numera till den familjen.

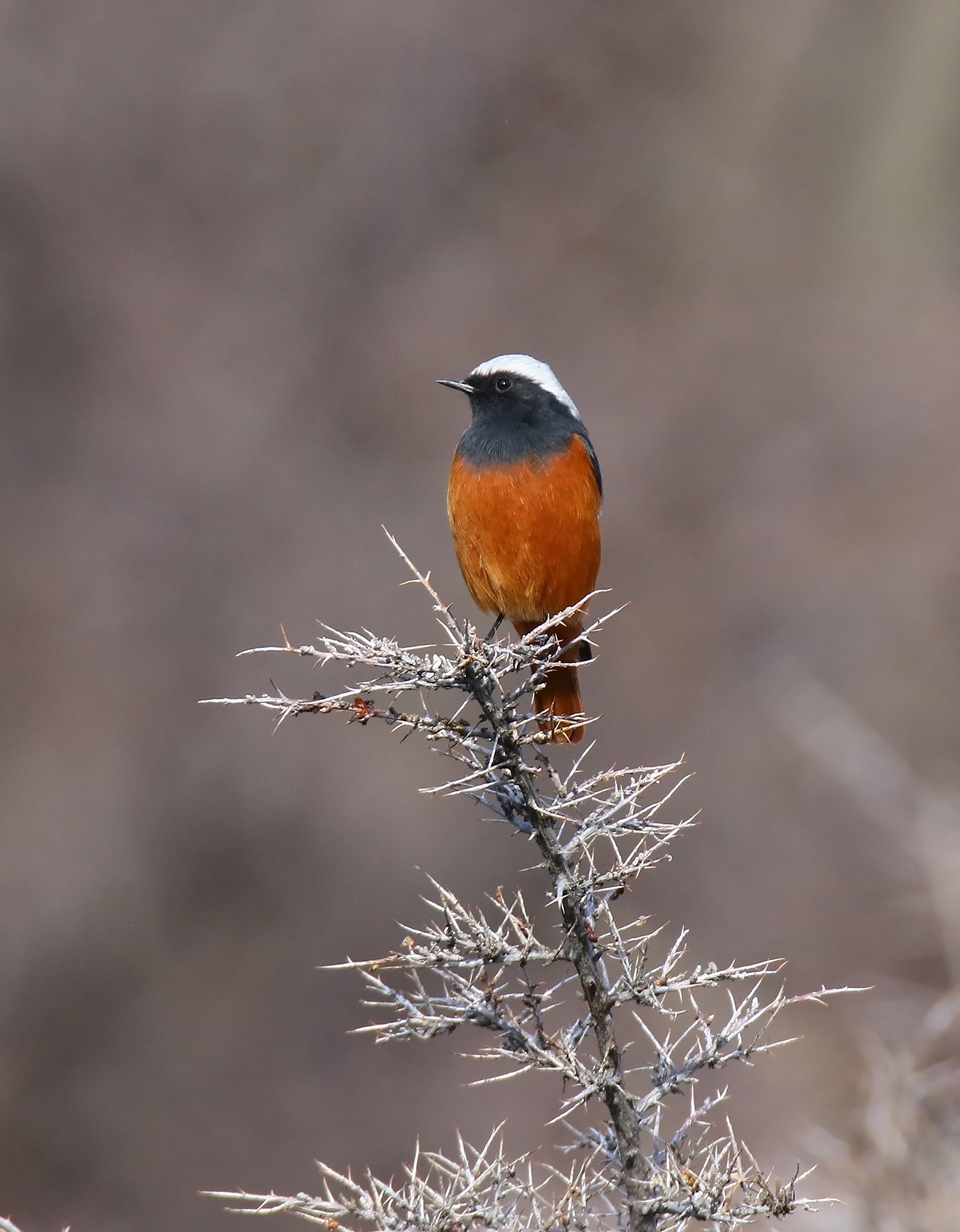

## Ekologi
Bergrödstjärten häckar som namnet avslöjar i mycket höglänt terräng mellan 3.600 och 5.200 meter över havet på alpängar och i klippfält. Vintertid rör den sig något neråt till 1.500-4.800 meter över havet till subalpina havtornssnår. Några populationer, framför allt de mest nordliga runt Bajkalsjön rör sig längre och når nordöstra Kina. Bergrödstjärten lever av ryggradslösa djur och frukt.

## Status och hot
Arten har ett stort utbredningsområde och en stor population med stabil utveckling. Utifrån dessa kriterier kategoriserar IUCN arten som livskraftig (LC).

## Namn
Tidigare skrevs det vetenskapliga namnet Phoenicurus erythrogaster, men det korrekta är Phoenicurus erythrogastrus.